# 南京市职工大学
南京市职工大学，是位于中华人民共和国江苏省南京市的一所公办成人专科学校。

## 历史
- 1958年，基于南京市地方工业干部学校，南京市总工会创建南京市业余工业大学。
- 文革期间，停办。
- 1979年12月，批准复校南京市业余工业大学。
- 1982年11月，教育部最终批准为南京市工业大学。
- 1994年，更名为南京市职工大学。

## 专业设置
- 会计
- 电子商务
- 计算机所信息管理
- 工商企业管理
- 网络系统管理
- 机电一体化技术